# خوسيه غيريرو
خوسيه غيريرو (بالإسبانية: José Guerrero)‏ هو رسام إسباني، ولد في 29 أكتوبر 1914 في غرناطة في إسبانيا، وتوفي في 23 ديسمبر 1991 في برشلونة في إسبانيا.